# Paule Constant
Paule Constant, född 25 januari 1944 i Gan, Pyrénées-Atlantiques, är en fransk författare. 
Constant har en doktorsexamen i litteratur och humaniora från Paris-Sorbonne. Hon har undervisat i fransk litteratur vid Aix-Marseille Université.
1990 tilldelades Constant Grand Prix du roman de l'Académie française för romanen White Spirit. År 1998 tilldelades hon det prestigefulla Goncourtpriset för romanen Confidence pour confidence. Flera av hennes verk utspelar sig i Afrika. Sedan 2013 sitter hon i Goncourtakademien.
Constant är bosatt i Aix-en-Provence.